# Марьино (Хмелитское сельское поселение)
Марьино — деревня в Вяземском районе Смоленской области России. Входит в состав Хмелитского сельского поселения. Население — 2 жителя (2007). 
Расположена в восточной части области в 28 км к северо-западу от Вязьмы, в 20 км западнее автодороги Р134 «Старая Смоленская дорога» Смоленск — Дорогобуж — Вязьма — Зубцов. В 25 км восточнее деревни расположена железнодорожная станция Касня на линии Вязьма — Ржев. 

## История
В годы Великой Отечественной войны деревня была оккупирована гитлеровскими войсками в октябре 1941 года, освобождена в марте 1943 года.

## Достопримечательности
Рядом с деревней Марьино находится самая высокая точка Смоленской области  — 321 м над уровнем моря.